# Tour de France 2008
Tour de France 2008 hay giải đua xe đạp Vòng quanh nước Pháp năm 2008 là cuộc đua xe đạp Tour de France lần thứ 95 diễn ra từ ngày 5 đến 27 tháng 7 năm 2008. Cuộc đua này gồm 21 chặng đấu (trong đó có 2 chặng diễn ra ở Ý), bắt đầu từ thành phố Brest và kết thúc tại Paris.

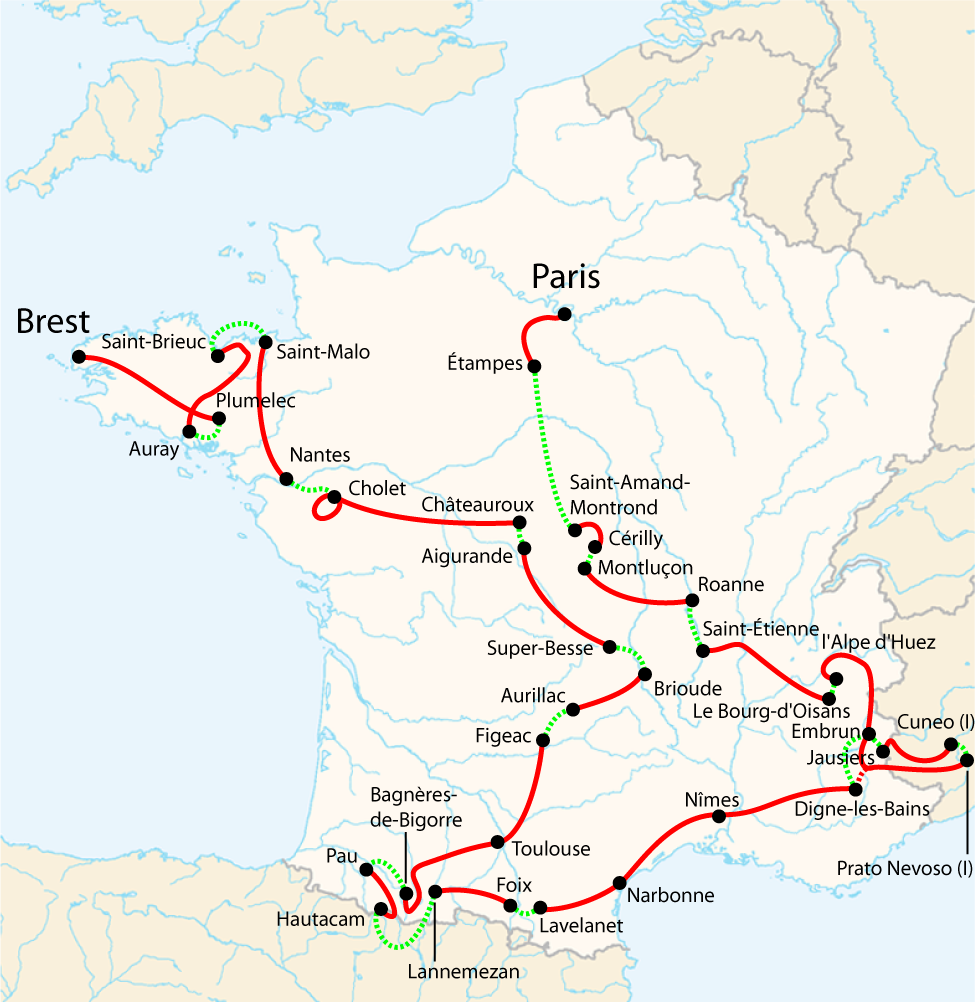
Sơ đồ Tour de France 2008

## Các đội tham dự
| - Bỉ Quick Step Silence-Lotto - Đan Mạch Đội CSC Saxo Bank - Pháp Ag2r-La Mondiale Agritubel Bouygues Télécom Cofidis, le Crédit par téléphone Crédit Agricole Française des Jeux - Đức Gerolsteiner Đội Milram | - Ý Lampre Liquigas - Hà Lan Rabobank - Tây Ban Nha Caisse d'Epargne Euskaltel-Euskadi Saunier Duval-Scott - Liên hiệp Anh Barloworld - Hoa Kỳ Đội Garmin-Chipotle Đội Columbia |